# أم الأبواب
أُمّ الأَبْوَأب قرية تونسية تقع في ولاية زغوان، جنوب غربي مدينة زغوان وشمال شرقي مدينة برقو. كان اسمها في العهد الروماني سِرِسِّي Seressi.

## مواضيع ذات علاقة
- ولاية زغوان